# Дубиніна Марина Євгенівна
Марина Євгенівна Дубиніна (28 серпня 1969, Луганськ, Українська РСР, СРСР) — радянська, українська і іспанська волейболістка, центральний блокуючий. Майстер спорту України міжнародного класу. Бронзова призерка чемпіонату Європи 1993 року. Переможець Ліги чемпіонів.

## Із біографії
Вихованка луганської волейбольної школи. З 1988 року захищала кольори місцевої команди вищої радянської ліги «Іскра». Після здобуття незалежності команда була на провідних ролях в чемпіонаті України.
З 1989 року виступала за молодіжну збірну Радянського Союзу. У національній команді України з 1992 року. У її складі бронзова призерка європейської першості 1993 року і учасниця чемпіонату світу 1994. 
З сезону 1993/1994 виступала за іспанські клуби. Найдовше захищала кольори клубу «Тенерифе» з Канарських островів. У його складі неодноразово перемагала в розіграшах чемпіонату і кубку Іспанії. Вершиною клубної кар'єри став сезон 2003/04, коли «Тенерифе» виграв у Лізі чемпіонів Європейської конфедерації волейболу. Того сезону команда Авіталя Селінджера значно підсилилася кубинкою Магалі Карвахаль, росіянкою Оленою Годиною, італійкою Мауріцією Каччіаторі і у вирішальних матчах турніру була сильнішою від азербайджанського «Азеррейла» і французького «Расінга» (Канни).
Серед її партнерок по іспанським командам були українки Олена Залюбовська, Наталія Квасниця, Олена Сидоренко, Ірина Брезгун, Юлія Свістіна і Оксана Запорожець.

## Досягнення
- Бронзова призер чемпіонату Європи (1): 1993
- Чемпіон України (2): 1992, 1994
- Срібна призер чемпіонату України (1): 1993
- Переможець Ліги чемпіонів (1): 2004
- Третє місце (2): 2005, 2007
- Чемпіон Іспанії (10): 1997, 1998, 1999, 2000, 2001, 2002, 2004, 2005, 2006, 2010
- Володар кубка Іспанії (11): 1994, 1997, 1998, 1999, 2000, 2001, 2002, 2003, 2004, 2005, 2006
- Володар суперкубка Іспанії (4): 2003, 2004, 2005, 2006

## Клуби
| Роки      | Команди                             |
| --------- | ----------------------------------- |
| 1988—1991 | «Іскра» (Луганськ)                  |
| 1991—1994 | «Іскра» (Луганськ)                  |
| 1993—1994 | «Алькоркон»                         |
| 1995—1996 | «Каха Калабрія» (Торрелавега)       |
| 1996—2007 | «Тенерифе» (Ла-Лагуна)              |
| 2008—2009 | «Сансе» (Сан-Себастьян-де-лос-Реєс) |
| 2009—2010 | «Агуере» (Ла-Лагуна)                |
| 2009—2011 | «Мурільйо» (Мурільйо-де-Ріо-Леса)   |
| 2013—2014 | «Агуере» (Ла-Лагуна)                |
| 2014—2015 | «Аріс Тенерифе» (Ла-Лагуна)         |